# Transformation (Genetik)
Als Transformation wird in der Molekularbiologie die nicht-virale Übertragung von freier DNA in kompetente Bakterienzellen sowie in Pilze, Algen, Hefen und Pflanzen bezeichnet. Unter Transfektion versteht man eine DNA-Insertion in eukaryotische Tierzellen.
Die Transformation ist neben der Transduktion und der Konjugation eine von drei Möglichkeiten des Gentransfers bei Prokaryoten.

## Geschichte
Das auch natürlicherweise auftretende Phänomen wurde zum ersten Mal 1928 von Frederick Griffith experimentell hervorgerufen und beschrieben. 1944 gelang Oswald Avery und seinen Mitarbeitern der Nachweis, dass es sich dabei um eine Übertragung von Desoxyribonukleinsäure (DNS) handelt.

## Anwendung
Die Transformation tritt als Teilschritt bei der Klonierung auf. Bei der Klonierung wird zuerst ein DNA-Abschnitt in einen Vektor eingebaut. Diese rekombinante DNA wird dann mittels Transformation in die Bakterien eingebracht, welche dann wachsen und dabei auch den Vektor und somit den DNA-Abschnitt vervielfältigen. Der gewünschte DNA-Abschnitt kann so sehr häufig vervielfältigt werden. Durch horizontalen Gentransfer könnte er anschließend in fremde Zellkerne eingeschleust werden, um transgene Tiere oder Pflanzen zu erzeugen.

## Methoden
Freie DNA, im Normalfall ein Plasmid, kann zu Bakterien gegeben werden, die die DNA bei geeigneter Behandlung aufnehmen können. Hierbei macht man sich die natürliche Kompetenz zunutze, um die Bakterienzellen zur Aufnahme fremder DNA zu bringen.
Bei einigen Bakterien, etwa Escherichia coli, besteht jedoch keine natürliche Kompetenz, so dass vorbereitende Schritte für die Transformation notwendig sind.
Die einfachste Methode zur Transformation ist die Verwendung chemisch kompetenter Zellen. Die Bakterienzellen werden hierbei mit Calciumchlorid oder effektiver mit Rubidiumchlorid behandelt. Unter 30-minütiger Inkubation bei 0–4 °C wird die DNA aufgenommen; bei manchen E.coli-Stämmen soll ein kurzer Hitzeschock danach (41–43 °C für 45–90 Sekunden) die Effizienz erhöhen. Ob hierbei Poren in der Membran entstehen, durch welche die DNA in die Zellen gelangen kann, oder ob andere Mechanismen die Aufnahme bewirken, ist unklar. Möglicherweise trägt die Salzbehandlung dazu bei, dass zwischen der negativ geladenen DNA und der negativ geladenen Zellmembran weniger abstoßende Kräfte bestehen. Insgesamt ist diese Transformations-Methode einfach und in kurzer Zeit durchführbar.
Eine weitere Methode ist die sogenannte Elektroporation. Hierbei werden die Bakterien mit einem elektrischen Schock behandelt (2000–2500 V für einige Millisekunden), um die DNA durch die Membran zu bringen.
Allerdings muss das Medium mit den Bakterien vollständig salzfrei sein, da es sonst zu einem Kurzschluss kommen kann. Der dabei entstehende Kurzschlussfunke erhitzt den Transformationsansatz schlagartig und tötet die Bakterien ab.

## Mechanismen
Manche Bakterien besitzen die Kompetenz zur Aufnahme freier DNA. Diese wird durch verschiedene Kompetenzproteine bestimmt, die durch Quorum sensing oder Nährstoffmangel verstärkt synthetisiert werden. Aus dem Grund, dass gramnegative und grampositive Bakterien eine andere Zellwandstruktur besitzen, ist zwischen diesen zu unterscheiden.
Gram-positive Bakterien binden freie DNA an einem Kompetenzprotein. Durch Endonukleasen wird die DNA etwa alle 18 kbp geschnitten und einsträngig in die Zelle importiert. Der andere, übrig gebliebene Strang wird durch Nukleasen abgebaut.
Gram-negative Bakterien besitzen für den Import der freien DNA einen Sekretin-Kanal an der äußeren Membran sowie einen DNA-Transporter an der inneren Membran. Die DNA wird zuerst durch das Secretin importiert. Schließlich wird die DNA einsträngig durch den Transporter importiert und der zweite Strang abgebaut.
Nach der Aufnahme der einsträngigen DNA kommt es zu der Bindung mit der doppelsträngigen DNA der Zelle. Dabei entsteht eine Tripelhelix, bei der das RecA-Protein DNA-Abschnitte austauscht. Dabei kommt es zu Insertionen und Deletionen an der Bakterien-DNA. Durch die Replikation der DNA entstehen nun zwei unterschiedliche Stränge, da die importierte DNA nur mit einem Strang rekombiniert wurde.